# ستوكبريدج (ويسكونسن)
ستوكبريدج (بالإنجليزية: Stockbridge (town), Wisconsin) هي بلدة تقع بولاية ويسكونسن في الولايات المتحدة. تبلغ مساحتها 173.2 (كم²)، وترتفع عن سطح البحر 235 م، بلغ عدد سكانها 1383 نسمة في عام 2000 حسب إحصاء مكتب تعداد الولايات المتحدة وتصل الكثافة السكانية فيها 15.9 نسمة/كم2.

## وصلات خارجية
- http://townofstockbridgewi.com نسخة محفوظة 11 أبريل 2016 على موقع واي باك مشين.
- The US50 - Cities and Towns in Wisconsin State
- Wisconsin Cities and Towns, Facts, Map, Flag, Colleges, Government, and More